# Charles Jacobus
Charles Jacobus (Seneca, Nova York, 1 de maig de 1840 – Waukesha, Wisconsin, 24 de novembre de 1922) va ser un jugador de roque estatunidenc que va prendre part en els Jocs Olímpics de Saint Louis, el 1904, on va guanyar la medalla d'or en la prova de roque. En aquesta competició s'imposà amb cinc victòries i una derrota a Smith Streeter, segon, i Charles Brown, tercer.
Jacobus és considerat el pare del roque als Estats Units, i tot i que sols guanyà un campionat nacional, durant molts anys fou l'editor de la revista Spalding’s Annual Roque Guide. El 1904 fou el responsable del torneig de roque dels Jocs Olímpic.